# مسكيانة
مسكيانة، مدينة وبلدية تابعة إقليميا لدائرة مسكيانة بولاية أم البواقي الجزائرية.

## لمحة تاريخية لمدينة مسكيانة
يرتبط تاريخ المنطقة بأهمية موقعها الاستراتيجي بين الشرق والغرب إذ أن الكاهنة أقامت على ضفاف الواد (واد مسكيانة) حاليا.
المدينة قديمة المنشأ فهي ذات خلفية تاريخية تعود إلى العهد الروماني البيزنطي حيث أقامت الكاهنة قواعدها العسكرية على ضفاف الواد لمقاومة الفتوحات الإسلامية وذلك خلال القرنين السادس والسابع للميلاد.
أما تاريخ التعمير في المنطقة فإنه يرتبط بالاستعمار الفرنسي إذ في نهاية القرن 19م أقامت مدينة مسكيانة برتبة بلدية مختلطة كان النشاط السائد في المدينة آنذاك هو الزراعة وتربية المواشي كما مد خط السكة الحديدية نحو مدينة تبسة وذلك لتصدير خيرات المنطقة (القمح.الشعير). هذا ما أدى إلى ظهور استخدامات بها كالمقهى والفندق.

## الموقع

### الموقع الجغرافي
تقع المدينة في الجهة الشرقية للتراب الجزائري ضمن مناطق سهلية على ارتفاع 860م من سطح البحر يحدها من الشرق جبال قريقر ومتلوق التي يتراوح ارتفاعها 1050م و 690م على الترتيب أما من الجهة الغربية فنجد جبال قرن حمار التي يصل متوسط ارتفاعها إلى 987م
أما من الجهة الشمالية فنجد واد مسكيانة في حين الجهة الجنوبية نجد امتداد لكل من جبال قرن حمار من الجهة الغربية وجبال قريقر من الشرق.
مدينة مسكيانة تقع على خط طول 7.40 شرقا ودائرة عرض 35.38 شمالا.

### الموقع الإداري
تقلدت بلدية مسكيانة رتبة بلدية مختلطة بعد إقامتها في نهاية القرن التاسع عشر وظلت تحتفظ بهذه الرتبة حتى الاستقلال.
قبل التقسيم الإداري لسنة 1984 كانت تتربع على مساحة 101662 هكتار بما فيها التجمعات العمرانية التالية: بحير الشرقي. الرحية. بلالة. وكانت تابعة لدائرة عين البيضاء.
وإثر التقسيم الإداري لسنة 1984 انفصلت التجمعات الثلاثة السابقة عن مدينة مسكيانة وفي نفس الوقت ارتقت بلدية مسكيانة إلى مقر من مقرات الدوائر 12 المشكلة لولاية أم البواقي وهي حاليا تتربع على مساحة تقدر 19549 هكتار. حيث نجدها تقع في أقصى الجهة الشرقية لولاية أم البواقي حيث يحدها من:
- الشمال الرحية وبحير الشرقي على بعد 11 و 12 كلم على التوالي.
- من الجنوب نجد ولاية تبسة التي تبعد على المدينة بمسافة تصل إلى 52 كلم
- من الشرق بلدية بلالة التي تقع على بعد 10 كلم من المدينة.
- من الغرب نجد بلدية الضلعة على مسافة 24 كلم.

## التعريف بالمدينة
مسكيانة مدينة من المدن الجزائرية تقع في ولاية أم البواقي وينحدر سكانها من أصل أمازيغي أو كما يقال من أصل شاوي.
تشتهر هذه المدينة ب: الشهيد الرائد عمار راجعي المدعو سي عمار (1924 -1960)
تحدها كل من عين البيضاء، العوينات، الضلعة، والحمامات وهي لا تحتوي على بيوت قصديرية بتاتا.
أما عن سكانها فمعظمهم سنيون يتكلمون العربية أما الباقون فيتكلمون الأمازيغية الشاوية
وهم من ذوي المدخول المتوسط.
وتحتوي مسكيانة على مرافق عمومية عدة نذكر منها المستشفيات، والمدارس والمتوسطات والثانويات والتقنية وبها مركب رياضي والملعب البلدي وقاعات رياضة الفنون القتالية. كما نجد بها نزل الكاهنة والعديد من الاشياء المتميزة.
و هناك إختلاف حول أصل التسمية فهناك من يقول أن اصل التسمية هو"ميس نلكاهنة"و التي تعني شاب/رجل أو محارب الكاهنة الذي مات في المنطقة ذاتها فسميت تخليدا لذكراه،و هناك من يرى أن أصل التسمية هو قبيلة بربرية سكنت القبيلة لكن لم يقدم اي إسم قبيلة حالي،من أهم معالمها واد ملاق الذي يمتد إلى تونس ليصل إلى البحر الأبيض المتوسط.

## التقسيمات الإدارية
تقسم مسكيانة إداريًا إلى:
البلدية الأم وهي بلدية مسكيانة
بلدية الرحية
بلدية البحير الشرقي
بلدية البلالة

## الموضع

### الانحدارات
إن مدينة مسكيانة تتميز بالانبساط مما يؤدي إلى وجود مناطق تعاني من الفيضانات وبالخصوص بالجهة الجنوبية الشرقية في أراضي ختالة وهنشير صحبي عدا بعض المناطق الضيقة. وفي هذا الإطار نذكر بعض الخصائص:
· المناطق ذات الانحدار المتراوح ما بين (0_3) بالمئة توجد على مساحات تصل إلى 1644 هكتار وهي الأراضي القريبة من الوديان كما هو الحال بالنسبة إلى الجهة الممتدة من الجنوب الغربي إلى الجهة الشمالية والتي تمثل واد مسكيانة. وتعتبر أراضي لا يمكن التعمير عليها غير أن الميدان يوضح عكس ذلك فإننا نجد مساكن تبعد عن الواد بستة أمتار أما الجهة الجنوبية فهي عبارة عن واد عايد بالقرب من أراضي ذراع الصنوبر .
في حين نجد أن النسبة المتراوحة بين (3_5)بالمئة تحتل مساحة كبيرة جدا من تراب البلدية حيث تقدر بنحو 16579 هكتار في جميع الاتجاهات الموجودة على امتداد كل أراضي دعاس. عين بنيوش.

### الارتفاعات

#### الجبال
يحد مدينة مسكيانة سلسلة جبلية متمثلة في جبال قرن حمار من الغرب ومتلوق من الشرق

#### السهول
يعرف على بلدية مسكيانة انها منبسطة حيث نجد من أهم هذه المناطق منطقة عين بنيوش في الجهة الجنوبية الشرقية وكذلك منطقة هنشير الباي في الجهة الغربية بحيث يصل متوسط ارتفاع هذه المناطق 800 م عن سطح البحر.

#### جيوتقنية الأرض
تساعدنا على تحديد الأراضي الملائمة للبناء وقدرتها على تحمل المنشأت ومنه تحديد المناطق القابلة للتوسع أو لا.

##### الأراضي الصالحة للتعمير
تحتل مساحة 7995 هكتار وتخص هذه الأراضي الجهة الجنوبية عموما وهي ذات طوبوغرافية سهلة لاتكلف كثيرا عملية تسويتها وتهيئتها كما نجد هذه الأراضي تحتل مساحة كبيرة مما يسمح بتوسيع المدينة بهذه الجهة إلى مافوق 4 طوابق وذلك حسب عمق الغرس.

##### الأراضي المتوسطة الصلاحية
تتربع هذه الأراضي على مساحة 4903 هكتار تتوزع في جهتين شمالية تتميز بالاتساع وهي في شكل رواق منخفض طبوغرافيا. هذا الرواق عبارة عن منطقة فيضانات وغمر. أما الجهة الجنوبية الشرقية يحدها الطريق الوطني رقم 10 المؤدي إلى مدينة تبسة تتعرض هذه المنطقة للفيضانات والغمر لأنها تقع في مجرى سيول ووديان هذه الأراضي يمكن أن تكون صالحة للتعمير بشرط تصريف مياه الغمر في الجهة الشرقية بعيدا عن التجمع العمراني.

##### الأراضي غير الصالحة للتعمير
توجد على مساحة 6448 هكتار تتوزع على جهتين جهة غلابية ذات مردودية فلاحية جيدة. أما الجهة الجنوبية الشرقية هي أراضي محصورة بين
الأراضي متوسطة الصلاحية مما يجعلها هي الأخرى عرضة إلى الفيضانات.

## المناخ
يسود مدينة مسكيانة مناخ قاري شبه جاف حار صيفا ورطب بارد شتاء تتراوح درجات الحرارة بين 0 و 4 درجات مئوية في جانفي نهاراً وفي المناطق الجبلية تتراوح بين -5 و 0 و 3 أو 4 درجات مئوية نهارا و 35 درجة في جويلية نهارا وفي المناطق الجبلية كعين شجرة تتراوح بين 25 و 30 درجة نهاراً وفي بعض الأحيان تتراوح بين 13و 20 درجة نهارا. خلال الشتاء تنزل الحرارة إلى أقل من الصفر ليلا مع تكون الجليد تصل إلى -6. وفي المناطق الجبلية كعين شجرة تتراوح بين -8 و-10 درجة ليلا حيث تصعب الحركة والعمل أما في فصل الصيف فيمكن أن تصل إلى 25 درجة مئوية في الظل وتتراوح بين 10و 15 درجة تصل إلى 20 درجة ليلا في المناطق الجبلية أما مسكيانة تتراوح بين 15و 22 درجة ليلا.
متوسط سقوط المطر فيبلغ حوالي 600 مم في السنة، وفي المناطق الجبلية تتعدى 800 مم أما الثلج فيسقط خلال أيام الشتاء من أواسط أكتوبر أو أواخره إلى شهر أواخر إفريل.
ومن أهم عناصر المناخ المؤثرة على مدينة مسكيانة:

### الحرارة
تعرف بحرارة جد منخفضة في فصل الشتاء ومرتفعة جدا في فصل الصيف والجدول يوضح ذلك:
| الأشهر        | جانفي | فيفري | مارس | افريل | ماي  | جوان | جويلية | اوت | سبتمبر | أكتوبر | نوفمبر | ديسمبر |
| ------------- | ----- | ----- | ---- | ----- | ---- | ---- | ------ | --- | ------ | ------ | ------ | ------ |
| متوسط الحرارة | 7.98  | 7.9   | 12.6 | 14.5  | 25.8 | 27.3 | 29.3   | 28  | 23.1   | 18.7   | 12.8   | 9.14   |

### التساقط
تعرف مدينة مسكيانة تذبذب في كميات الأمطار المتساقطة ومن خلال جدول متوسطات التساقط نجد السنة تنقسم إلى فترتين:
· الفترة الرطبة وتشمل كل من سبتمبر. أكتوبر. ديسمبر.
· الفترة الجافة تصادف الأشهر الحارة خلال السنة وتتمثل في جوان. جويلية. أوت.
منحنى توزيع متوسطات التساقط على أشهر السنة للفترة الممتدة بين 1982_2002
| الأشهر        | جانفي | فيفري | مارس | إفريل | ماي  | جوان | جويلية | أوت  | سبتمبر | أكتوبر | نوفمبر | ديسمبر |
| ------------- | ----- | ----- | ---- | ----- | ---- | ---- | ------ | ---- | ------ | ------ | ------ | ------ |
| متوسط التساقط | 49.7  | 60.8  | 49.9 | 53.3  | 63.1 | 39.8 | 32.1   | 44.2 | 73.9   | 63.1   | 46.6   | 67.2   |

جدول توزيع متوسطات التساقط على أشهر السنة للفترة (1982_2002)

### الرطوبة
الجدول والمنحنى يوضحان ذلك:
| الأشهر        | جانفي | فيفري | مارس | افريل | ماي  | جوان | جويلية | اوت  | سبتمبر | أكتوبر | نوفمبر | ديسمبر |
| ------------- | ----- | ----- | ---- | ----- | ---- | ---- | ------ | ---- | ------ | ------ | ------ | ------ |
| متوسط الرطوبة | 43.4  | 52.6  | 48.8 | 49.0  | 47.4 | 43.3 | 41.5   | 44.8 | 42.8   | 47.8   | 30.2   | 43.6   |

جدول توزيع متوسطات الرطوبة على أشهر السنة للفترة (1982_2002)

### الرياح
تتعرض المنطقة إلى تيارين الأول يهب من الجهة الشمالية خلال فصل الخريف والشتاء وهذه الرياح تكون محملة بالبرودة. أما التالي فيهب من الجهة الجنوبية ويسمى شهيلي وهذه خلال فصل الصيف هذه الرياح تكون محملة بالحرارة والرمال
والجدول التالي يوضح عدد الأيام لهبوب رياح السيروكو خلال أشهر السنة:
| الأشهر      | جانفي | فيفري | مارس | افريل | ماي | جوان | جويلية | اوت | سبتمبر | أكتوبر | نوفمبر | ديسمبر |
| ----------- | ----- | ----- | ---- | ----- | --- | ---- | ------ | --- | ------ | ------ | ------ | ------ |
| ايام الهبوب | 0     | 0     | 0    | 4     | 2   | 3    | 5      | 6   | 0      | 0      | 0      | 0      |

الوحدة: اليوم
عدد أيام الهبوب

### عناصر مناخية أخرى
وهي التي تتمثل أساسا في الجليد. الثلوج الضباب والجدول والمنحنى التاليين يوضحان ذلك:
| الأشهر | جانفي | فيفري | مارس | إفريل | ماي | جوان | جويلية | أوت | سبتمبر | أكتوبر | نوفمبر | ديسمبر |
| ------ | ----- | ----- | ---- | ----- | --- | ---- | ------ | --- | ------ | ------ | ------ | ------ |
| الجليد | 13    | 6     | 3    | 1     | 0   | 0    | 0      | 0   | 0      | 0      | 2      | 7      |
| الثلوج | 1     | 1     | 1    | 1     | 0   | 0    | 0      | 0   | 0      | 0      | 0      | 1      |
| الضباب | 1.7   | 1.2   | 1    | 0.2   | 0.4 | 0.4  | 0      | 0.5 | 0.1    | 0.7    | 1      | 2      |

متوسطات بعض العناصر المناخية (1982_ 2002)

## التحليل الديموغرافي
يعتبر السكان العامل الأساسي الذي يخلق أي مجال عمراني أو أي توسع مجال لذلك فإن الدراسة الديموغرافية تمكن تحديد مدى قوة هذا التوسع ومختلف الأسباب التي أدت إلى ذلك ومدى تأثيرها عبر المديات القادمة (القريب والمتوسط، البعيد) وبالتالي اقتراح الحلول التي من خلالها يمكن خلق مجال متجانس بين الإنسان والوسط الذي يعيش فيه.

### مراحل التطور السكاني لبلدية مسكيانة
الجدول رقم (06): التطور السكاني (1946 – 2009)
| المرحلة    | 1946_1966 | 1966_1977 | 1977_1987 | 1987_1998 | 1998_2009 |
| ---------- | --------- | --------- | --------- | --------- | --------- |
| عددالسكان  | 5985      | 8931      | 13137     | 31476     | 36903     |
| معدل النمو | 3.7       | 4.75      | 5.91      | 2.3       | 2.22      |

### ملاحظة
عدد السكان بين الفترة 1998_2009 ليس معتمدا وهذا راجع للصعوبات التي وجدتها في عملية تحديده

### المرحلة (1945_1966)
قدّر عدد السكان في هذه الفترة حوالى 5985 نسمة وبمعدل نمو 3.7 كما نسجل أن نسبة سكان المدينة إلى البلدية قدر 30.9 . إن ارتفاع عدد سكان المدينة راجع إلى عدة أسباب منها تحسن ظروف المعيشة بعد الاستقلال وكذلك ظاهرة النزوح الريفي نحو المدينة لشغل المساكن التي تركها الاستعمار.

#### المرحلة (1966_1977)
خلال هذه الفترة وصل عدد سكان المدينة إلى 8931 نسمة بمعدل نمو قدر 4.75 أما نسبة سكان المدينة إلى البلدية فقد ارتفع بحوالي 8.67 .

#### المرحلة (1977_1987)
شهد سكان المدينة ارتفاعا ملحوظا بزيادة قدرت بحوالي 4206 نسمة وهذا خلال 10 سنوات بمعدل نمو يعادل 5.91 أما نسبة سكان المدينة إلى البلدية وصل إلى 62.83 ويعود ذلك إلى التحسن الكبير في الظروف المعيشية بعد الرقاء المدينة إلى مقر دائرة.

#### المرحلة (1987_ 1998)
قدر عدد السكان بحوالي 31476 بمعدل نمو منخفض 2.3 أما نسبة سكان المدينة إلى البلدية قدر بحوالي 79.13 .

#### المرحلة (1998_2009)
تميزت هذه المرحلة باستمرار النمو السكاني حيث بلغ عدد السكان في نهاية هذه المرحلة حوالي 36903 نسمة أم نسبة سكان المدينة إلى البلديات فقد انخفض بنسبة 53.95 وهذا راجع إلى مغادرة بعض الأفراد إلى المناطق المبعثرة والثانوية وذلك راجع إلى تحسن الأوضاع الأمنية (خدمة أراضيهم).

### معدل النمو
|                  | 87 – 95 | 95 – 98 | 98 – 2006 |
| ---------------- | ------- | ------- | --------- |
| التجمع الرئيسي   | 4.48    | 4.54    | 2.03      |
| المنطقة المبعثرة | 4.84    | 12.33 - | 2.02      |
| المجموع          | 4.84    | 1.42 -  | 2.03      |

من خلال الجدول الموضح أمامنا نلاحظ أن معدل نمو البلدية (مسكيانة) انخفض من 4.48 إلى غاية 1.42 – ما بين السنوات 87 – 95 – 98 ويمكن تفسيره هذا التراجع بعودة السكان القادمين إلى المركز الحضري إلى المنطقة المبعثرة أو إلى البلديات المجاورة وذلك نظرا لتراجع مستوى الخدمات على مستوى البلدية إلا أن هذا المعدل عاد وارتفع إلى 2.03 % ما بين سنتي 98 – 2006 وهو مرتفع جدا بالمقارنة مع معدل نمو ولاية أم البواقي والمقدر بـ: 1.69  ونرجع هذه الزيادة إلى انتعاش الجانب الخدماتي للبلدية في السنوات الأخيرة.

### العوامل المتحكمة في النمو السكاني
هناك مجموعة من العوامل المتحكمة في النمو التي تؤثر على حجم السكان سواء كان ذلك بالزيادة أو بالنقصان منها ما هي طبيعية كالمواليد والوفيات ومنها ما هي اجتماعية كالزواج والهجرة.

#### المواليد
تمثل المواليد أحد العوامل الأساسية في عملية التغيير السكاني ويطلق عليها بالحركة الموجبة للسكان.

#### الوفيات
تمثل الوفيات العنصر الثاني الذي يتدخل في عملية حركة السكان ويعرف بالحركة السالبة للسكان.

#### الزيادة الطبيعية
وهي تعبر عن النمط الطبيعي لتطور السكان ويقصد بها تلك التي تنتج عن مختلف الظواهر الحيوية والتي تتمثل في حركة المواليد والوفيات.

### الهجرة
تعد الهجرة عامل غير طبيعي إلا أنه يتحكم في حركة تطور السكان كما تعتبر من أهم الروافد المغذية للزيادة السكانية، فالهجرة لها دور فعال في حركة التطور فهي بمثابة شاهد عن التغيرات السياسية والاقتصادية لأي مجال وما يعكسه هذا الأخير من تحولات اجتماعية تترجم مباشرة على المجال المهاجر منه والمهاجر إليه.

## المواصلات
لموقع مدينة مسكيانة ميزات ذات قيمة، فهي تقع في ملتقى طرق هامة: المحور شمال-جنوب الذي يربط الشمال بالجنوب عبر ولايتي تبسة من الشمال عن طريق دائرة العوينات ومن الجنوب عن طريق ولاية خنشلة والطريق الوطني رقم 10 والذي يربط الشرق-غرب.

## الغابات
تغطي الأشجار حوالي ربع الأراضي، وتشمل مناطق الغابات الكثيفة الهضاب الشمالية الشرقية والمرتفعات الوسطى وسفوح جبال عين شجرة وتتألف من أشجار البلوط والصنوبر والزيتون وغيرها.

## النشاطات الاقتصادية للمدينة

### توزيع المشتغلين حسب القطاعات الأقتصادية الكبرى
الجدول التالي يوضح ذلك:
| السنة               | 1987  | 2005  |
| ------------------- | ----- | ----- |
| القطاع الأول        | 237   | 8309  |
| القطاع الثاني       | 8.56  | 49.47 |
| القطاع الثالث       | 743   | 471   |
| الفلاحة             | 26.86 | 28.05 |
| صناعة وأشغال عمومية | 1786  | 3776  |
| تجارة وخدمات        | 64.57 | 22.48 |

### قطاع الفلاحة
يلاحظ على هذا الأخير ارتفاع المشتغلين من 8.56 خلال 18 سنة ويعود الانخفاض في اليد العاملة في القطاع الأول هو التوجه إلى القطاع الثالث وبصفة أقل إلى الثاني ويرجع ذلك إلى وجود الأنسجة الصوفية التي وفّرت 485 منصب شغل (1987).
في حين ارتفاع اليد العاملة في القطاع الأول لسنة 2005 إلى 49.47 وهذا راجع إلى توجه فئات كبيرة من الشباب إلى قطاع الفلاحة خاصة الزراعة المسقية.

### قطاع التجارة والخدمات
فيما يخص المشتغلين في القطاع الثاني سجلنا 26.86 سنة 1987 لترتفع النسبة إلى 28.5 خلال 2005 ويرجع الانخفاض الطفيف المقدر 1.19 إلى غلق وحدة الأنسجة الصوفية.

### قطاع الصناعة
ما يميز هذا القطاع هو الانخفاض الكبير في نسبة المشتغلين

### ملاحظة
اشتهرت مدينة مسكيانة بزراعة الجزر سابقا

## الموارد الطبيعية
الموارد الطبيعية في مدينة مسكيانة تلعب دورا هاما في ازدهار هذه المدينة ونجد:

### التربة الخصبة
أدت دورًا كبيرًا في تحقيق الرفاهية لمسكيانة سابقا. وتُعَدُّ التربة الخصبة من الموارد الطبيعية المهمة ويعتبر أكثر من 90% من الأرض في مدينة مسكيانة من أخصب الأراضي الزراعية. وتحيط الأراضي الزراعية بالمدينة، وتمتلك المدينة العديد من الأودية مما جعلها تكتسب الغطاء النباتي الأخضر .